# 水澤市
水澤市（日语：〔〕／ Mizusawa shi */?）是位于日本岩手縣内陸南部，胆澤扇状地一個已不存在的市，2006年2月20日與江刺市及膽澤郡的前澤町、膽澤町、衣川村合併新設為奧州市，現為該市的水澤區。